# Girabola de 2018
O Girabola 2018 foi a 40ª edição do Campeonato Nacional de Seniores de Angola organizado pela Federação Angolana de Futebol.
Teve como campeão o 1º de Agosto, que conquistou o seu 12º título nacional.

## Promovidos e rebaixados
| Pos. | Rebaixados no Girabola 2017 |
| ---- | --------------------------- |
| 14º  | ASA                         |
| 15º  | Santa Rita de Cássia        |
| 16º  | Progresso da Lunda-Sul      |

| Pos. | Promovidos da Segundona 2017 |
| ---- | ---------------------------- |
| 1º   | Domant                       |
| 2º   | Cuando Cubango               |
| 3.º  | Sporting de Cabinda          |

### Afastamento do JGM
Em abril, o JGM do Huambo desistiu de continuar participando nesta edição do Campeonato Nacional de Seniores, por questões financeiras.

### Punições
Em maio, a Federação Angolana puniu o Kabuscorp com -6 por dívidas com o brasileiro Rivaldo. Num relatório semanal, afirma-se que o clube poderá ser banido de competições caso o pentacampeão mundial entre com um novo recurso. No mês seguinte, o Kabuscorp foi novamente punido, desta vez por estar inadimplente com o Mazembe no contrato assinado com o atleta congolês Trésor Mputu.
O Progresso Sambizanga foi também punido com a perda de 6 pontos depois de estar pendente com o ganês Raphael Kwaku Obeng.

### Estádios e locais
| Equipa                  | Cidade natal | Estádio                                       | Capacidade | Desempenho em 2017  |
| ----------------------- | ------------ | --------------------------------------------- | ---------- | ------------------- |
| Académica do Lobito     | Lobito       | Estádio do Buraco                             | 15 000     | 12º no Girabola     |
| Bravos do Maquis        | Luena        | Jonas Kufuna "Mundunduleno"                   | 4300       | 11º no Girabola     |
| Cuando Cubango          | Menongue     | Campo Municipal                               | 5000       | 2º na Segundona     |
| Desportivo da Huíla     | Lubango      | Estadio da Tundavala                          | 25 000     | 9º no Girabola      |
| Domant                  | Caxito       | Estádio Municipal do Dande                    | 5000       | 1° na Segundona     |
| Interclube              | Luanda       | Estádio 22 de Junho                           | 12 000     | 6º no Girabola      |
| JGM                     | Huambo       | Estádio dos Kurikutelas                       | 5000       | 13º no Girabola     |
| Kabuscorp               | Luanda       | Estádio dos Coqueiros                         | 12 000     | 4º no Girabola      |
| Petro de Luanda         | Luanda       | Estádio 11 de Novembro                        | 50 000     | 2º no Girabola      |
| Primeiro de Agosto      | Luanda       | Estádio 11 de Novembro                        | 50 000     | Campeão do Girabola |
| Primeiro de Maio        | Benguela     | Estádio Municipal Edelfride Palhares da Costa | 6000       | 10º no Girabola     |
| Progresso do Sambizanga | Luanda       | Estádio da Cidadela                           | 30 000     | 7º no Girabola      |
| Recreativo da Caála     | Caála        | Estádio Mártires da Canhala                   | 3000       | 8º no Girabola      |
| Recreativo do Libolo    | Calulo       | Estádio Patrice Lumumba                       | 10 000     | 5º no Girabola      |
| Sagrada Esperança       | Dundo        | Estádio Sagrada Esperança                     | 3000       | 3º no Girabola      |
| Sporting de Cabinda‎     | Cabinda‎‎      | Estádio do Tafe                               | 9000       | 3° na Segundona     |

## Estatísticas

### Artilheiros
Atualizado em 06 de Setembro de 2018.
| Pos.     | Jogador       | Equipa              | Jogos    |
| 20 golos | 20 golos      | 20 golos            | 20 golos |
| -------- | ------------- | ------------------- | -------- |
| 1        | Tiago Azulão  | Petro Atlético      | 18(1)    |
| 12 golos |               |                     |          |
| 2        | Mano          | Interclube          | 22       |
| 10 golos |               |                     |          |
| 3        | Mabululu      | Domant              | 19       |
| 9 golos  |               |                     |          |
| 4        | Nelito        | Kabuscorp           | 16(5)    |
| 5        | Yano          | Progresso           | 17(2)    |
| 6        | Careca        | Bravos Maquis       | 18(2)    |
| 8 golos  |               |                     |          |
| 7        | Jacques       | 1º de Agosto        | 13(7)    |
| 7 golos  |               |                     |          |
| 8        | Pedro         | Interclube          | 17(3)    |
| 6 golos  |               |                     |          |
| 9        | Lionel        | Desportivo da Huíla | 18(1)    |
| 10       | Franco Calero | Kabuscorp           | 3(16)    |
| 5 golos  |               |                     |          |
| 11       | Márcio        | 1º de Maio          | 21       |
| 4 golos  |               |                     |          |
| 12       | Jiresse       | Académica do Lobito | 3(16)    |

### Hat-tricks
| Jogador      | Para           | Contra              | Resultado | Data                    | Ref.  |
| ------------ | -------------- | ------------------- | --------- | ----------------------- | ----- |
| Nelito       | Kabuscorp      | Sporting de Cabinda | 3-0       | 16 de fevereiro de 2018 | [ 7 ] |
| Tiago Azulão | Petro Atlético | Sporting de Cabinda | 3-1       | 24 de maio de 2018      |       |

## Classificação
| #  | Equipa               | J  | V  | E  | D  | GP | GC | SG  | Pts | Classificação                                |
| -- | -------------------- | -- | -- | -- | -- | -- | -- | --- | --- | -------------------------------------------- |
| 1  | 1º de Agosto (Q)     | 28 | 15 | 12 | 1  | 31 | 8  | +23 | 57  | Liga dos Campeões da CAF de 2019             |
| 2  | Petro de Luanda      | 28 | 14 | 12 | 2  | 38 | 15 | +23 | 54  |                                              |
| 3  | Interclube           | 28 | 12 | 6  | 10 | 32 | 23 | +9  | 42  |                                              |
| 4  | Recreativo do Libolo | 28 | 10 | 10 | 8  | 28 | 26 | +2  | 40  |                                              |
| 5  | Académica do Lobito  | 28 | 9  | 11 | 8  | 19 | 21 | −2  | 38  |                                              |
| 6  | Desportivo da Huíla  | 28 | 8  | 12 | 8  | 16 | 17 | −1  | 36  |                                              |
| 7  | Sagrada Esperança    | 28 | 8  | 11 | 9  | 29 | 28 | +1  | 35  |                                              |
| 8  | Bravos do Maquis     | 28 | 9  | 7  | 12 | 23 | 27 | −4  | 34  |                                              |
| 9  | Kabuscorp            | 28 | 13 | 5  | 10 | 42 | 38 | +4  | 44  |                                              |
| 10 | Sporting de Cabinda  | 28 | 7  | 11 | 10 | 21 | 26 | −5  | 32  |                                              |
| 11 | Cuando Cubango       | 28 | 8  | 7  | 13 | 18 | 28 | −10 | 31  |                                              |
| 12 | Recreativo da Caála  | 28 | 8  | 7  | 13 | 22 | 26 | −4  | 31  |                                              |
| 13 | Progresso            | 28 | 7  | 15 | 6  | 26 | 23 | +3  | 36  |                                              |
| 14 | Domant (R)           | 28 | 7  | 15 | 6  | 26 | 23 | +3  | 36  | Rebaixado para Campeonato Provincial de 2018 |
| 15 | 1º de Maio (R)       | 28 | 5  | 10 | 13 | 24 | 38 | −14 | 25  | Rebaixado para Campeonato Provincial de 2018 |
| 16 | JGM do Huambo        | 12 | 0  | 3  | 9  | 7  | 21 | −14 | 3   | Desclassificado do torneio.                  |

Última atualização em 26 de Janeiro de 2019
Fonte: [carece de fontes?]
Regras para classificação: 1) pontos; 2) pontos por confronto direto; 3) golos por confronto direto; 4) diferença de golos; 5) número de vitórias; 6) play-off.
(C) = Campeão; (R) = Rebaixado; (P) = Promovido; (O) = Vencedor do play-off; (A) = Classificado para a próxima fase. 
Somente aplicável se a temporada não tiver terminado: 
(Q) = Classificado para a fase do torneio indicada; (TQ) = Classificado para o torneio, mas não para a fase indicada; (DQ) = Desclassificado do torneio.